# Hermanos Lumière
Auguste Marie Louis Nicolas Lumière (Besanzón, 19 de octubre de 1862-Lyon, 10 de abril de 1954) y Louis Jean Lumière (Besanzón, 5 de octubre de 1864-Bandol, 6 de junio de 1948) fueron dos hermanos franceses, inventores del cinematógrafo.
Su proyección del 22 de marzo de 1895 para unos doscientos miembros de la "Sociedad para el Desarrollo de la Industria Nacional" en París fue probablemente la primera presentación de una película proyectada. Su primera proyección pública comercial el 28 de diciembre de 1895 para alrededor de 40 espectadores y parientes invitados está considerada tradicionalmente como el nacimiento del cine. Tanto las técnicas como los modelos comerciales de los cineastas anteriores demostraron ser menos viables que las innovadoras presentaciones de los Lumière.

## Biografía
Hijos de Antoine Lumière y de Jeanne Joséphine Costille, Auguste y Louis nacieron en Besançon (Francia), pero crecieron en Lyon. Ambos trabajaban en el taller fotográfico de su padre, Louis como físico y Auguste como administrador. Louis hizo algunas mejoras en el proceso de fotografías estáticas. A partir de 1892, empezaron a trabajar en la posibilidad de fotografiar imágenes en movimiento y patentaron un número significativo de progresos.

## El cinematógrafo
De regreso de un viaje a París, Antoine Lumière trajo un kinetoscopio. Los hermanos lo examinaron atentamente y pronto concibieron un proyecto que realizarían a partir de inventos ya existentes. Crearon un aparato que servía como cámara y como proyector: el cinematógrafo, que se basaba en el efecto de la persistencia retiniana de las imágenes en el ojo humano. Al comienzo, ellos mismos cargaban las piezas de la cámara filmadora en un cajón para transportarlo. El cinematógrafo fue patentado el 13 de febrero de 1895. Ese mismo año, los Lumière rodaron su primera película, La sortie des ouvriers des usines Lumière à Lyon Monplaisir (Salida de los obreros de la fábrica Lumière en Lyon Monplaisir). Fue presentada el 22 de marzo, tres días después del rodaje, en una sesión de la Société d'Encouragement à l'Industrie Nacional en París.

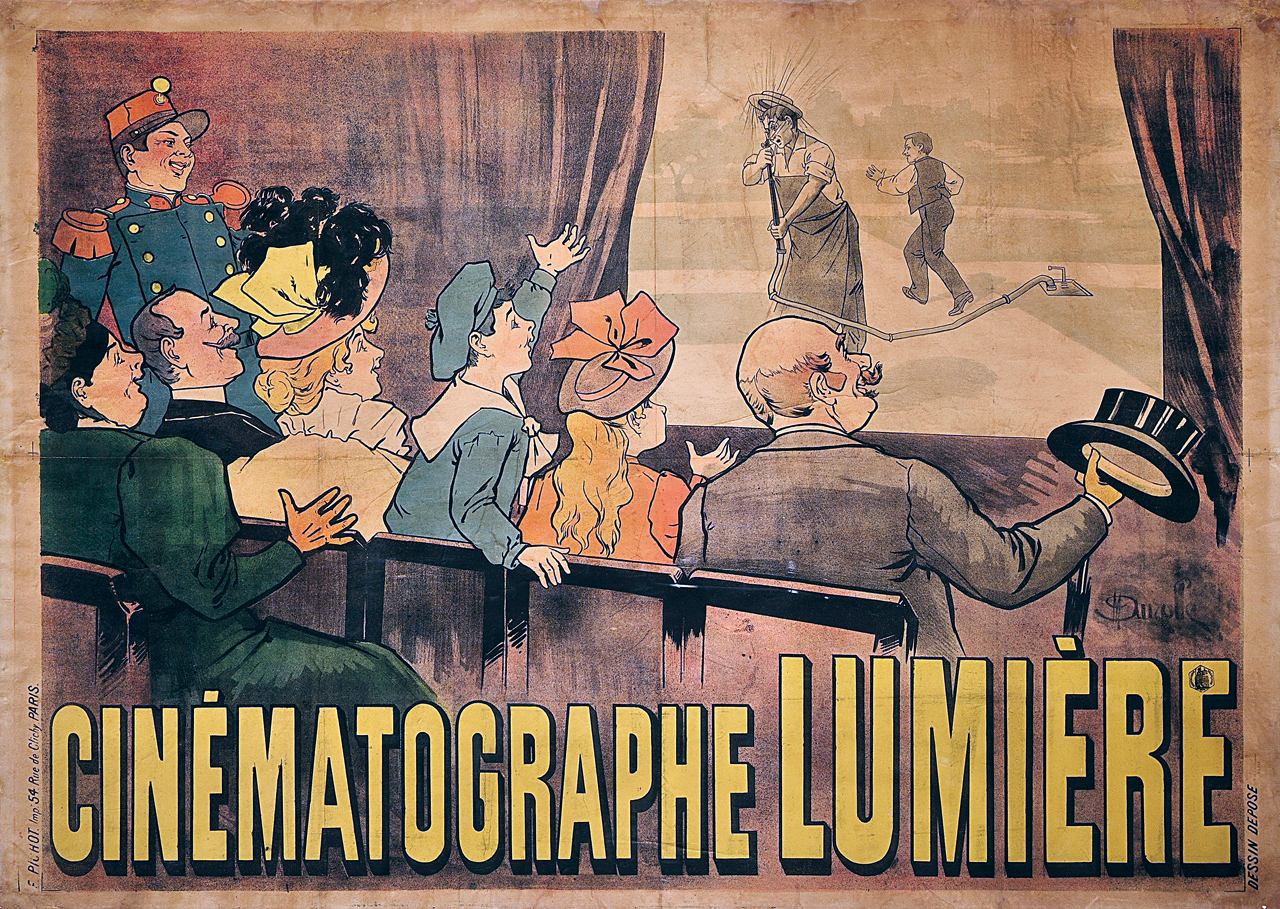
El primer cartel de cine de la historia, el de la película El regador regado de los hermanos Lumière (1895).

Tras diversas presentaciones en sociedades científicas, en la Universidad de la Sorbona, en Bruselas y otros lugares, los Lumière decidieron hacer una exhibición comercial de sus películas en el Salon indien du Grand Café, un sótano en el número 14 del Boulevard des Capucines, el 28 de diciembre de 1895. Se proyectaron la Salida de la fábrica Lumière, Llegada de un tren a la estación de la Ciotat y El regador regado, en la que aparece el jardinero Jean-François Clerc. Así, el cine comenzó a modo de documental de la vida cotidiana.

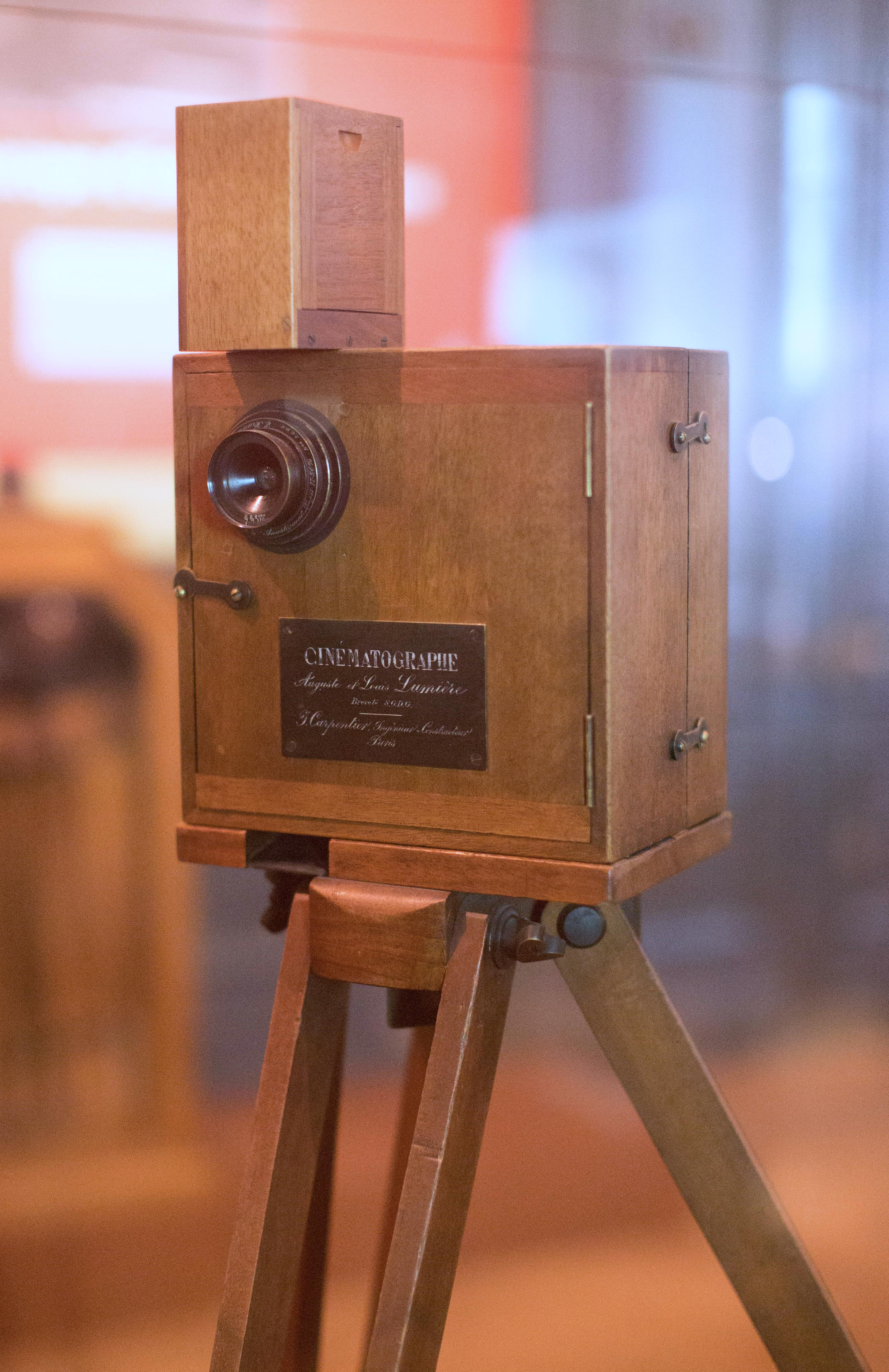
Cámara cinematográfica de los hermanos Lumière en el Instituto Lumière en Lyon

Aunque los hermanos habían dicho: «el cine es una invención sin ningún futuro», aprovecharon todo lo que el nuevo invento les ofrecía para montar un negocio rentable: enviaban un cinematógrafo y un operador donde fuera requerido, por ejemplo, a la coronación de Nicolás II de Rusia. Sin embargo, su posición económica y el interés que mostraban hacia la ciencia les hizo menospreciar las posibilidades comerciales de su invento, por lo que finalmente abandonaron la producción cinematográfica.

#### La cámara cinematográfica
En 1894, Antoine Lumière, padre de Auguste y Louis, asistió en París a una demostración de kinetoscopio y también, muy cerca de allí, a una proyección de Émile Reynaud en su Teatro Óptico. Vio la imagen en movimiento como un posible negocio para la familia, destinado a su clientela habitual de aficionados adinerados, siempre que combinara la imagen fotográfica en movimiento con la proyección en una gran pantalla. Convencido a su vez, Auguste Lumière comenzó una investigación con un mecánico, Charles Moisson, pero éste fracasó y Louis tomó el relevo. Durante 1894, en la fábrica Lumière de Lyon-Monplaisir, desarrolló un mecanismo que difería de los del kinetógrafo y el kinetoscopio. Al igual que Edison, adoptó el formato 35 mm, pero para no hacer en la película ocho perforaciones rectangulares alrededor de cada fotograma, patentada por el inventor e industrial estadounidense, optó por un diseño con dos perforaciones redondas por fotograma, aunque después lo abandonó.
El invento de Louis se basaba en un proceso mecánico preexistente, cuyo principio adaptó al movimiento intermitente de la película, necesario para exponer las imágenes una tras otra, pero esta idea permaneció en la mente de los dos hermanos: Louis estaba enfermo con fiebre y, durante una noche de insomnio, imaginó dar a "un bastidor con garras un movimiento alternativo, de funcionamiento similar al del prensatelas de una máquina de coser: en la parte superior del recorrido, las garras penetrarían en las perforaciones hechas en los bordes de la película portadora de la imagen, para impulsarla, y se retirarían en la parte inferior del recorrido, lo que dejaba la película inmóvil mientras el sistema de accionamiento se movía hacia arriba. Fue una revelación". El kinetógrafo también utilizaba el movimiento intermitente de la película, también gracias a un mecanismo preexistente: el de avance intermitente eléctrico, unido a un tambor dentado que accionaba la película. Al igual que en el kinetógrafo, un obturador giratorio impedía que la luz llegara a la capa fotosensible cuando la película se movía un paso. 

Mecanismo Lumière: leva excéntrica y garras, película con perforaciones redondas.

El 26 de diciembre de 1894, se publicó en el periódico Lyon républicain que los hermanos Lumière "estaban trabajando en la construcción de un nuevo kinetógrafo, no menos notable que el de Edison y que creemos que los lioneses serán pronto los primeros en ver". Con este mecanismo, aunque no realizaran las primeras películas (rodadas por William Kennedy Laurie Dickson), Louis Lumière y, por asociación, Auguste, es generalmente considerado el inventor del cine como espectáculo fotográfico en movimiento, proyectado ante un público. El mecanismo con garfios, accionado por otro de avance intermitente, supuso una mejora considerable con respecto al del kinetógrafo, en el que la película era accionada por un tambor dentado (todavía utilizado en las cámaras de proyección de plata), pero accionado bruscamente por una rueda de trinquete eléctrica (más tarde sustituida por una cruz de Ginebra o cruz de Malta más flexible). Al principio, presentaron su aparato como kinetógrafo Lumière o kinetoscopio Lumière, antes de llamarlo cinématographe. Fue el ingeniero parisino Jules Carpentier, a quien Louis había enviado todas sus pruebas sobre el desarrollo del prototipo de la primera proyección, el que finalizó el mecanismo del cinematógrafo, en particular empaquetándolo en una caja de la que sólo salían la manivela, el objetivo y un magazine para contener la película virgen, precedente de su producción en pequeñas series para vender a aficionados pudientes.
A partir de diciembre de 1895, los hermanos Lumière desempeñaron un papel clave en el desarrollo del cine, industria que luego desarrollaría Charles Pathé.

## Fotografía en color
En 1903, patentaron un proceso para realizar fotografías en color, el Autochrome Lumière, que salió al mercado en 1907.
Posteriormente, Louis continuó con sus experimentos e inventó el fotorama (un método para tomar fotografías en 360° y luego reproducirlas) y la fotografía en relieve. Fue nombrado doctor honoris causa por la Universidad de Berna. Auguste, por su parte, siguió con sus estudios de bioquímica y fisiología.
Su cámara se encuentra en el Musée du Cinéma Henri Langlois de París, con la de Georges Méliès.

## Apoyo a Mussolini en 1935 y al mariscal Pétain durante la ocupación
El 22 de marzo de 1935, Louis Lumière asistió a una gala ofrecida por la Italia fascista para celebrar el cuadragésimo aniversario de la invención del cine, con la que el gobierno quería combatir el predominio del cine estadounidense. Ese día, Louis dedicó su foto "A su Excelencia Benito Mussolini con la expresión de mi profunda admiración". Esta foto y la dedicatoria se publicaron en un libro editado para la ocasión por la Imprenta Nacional Italiana. Asoció a su hermano en "la profunda gratitud" hacia los organizadores. En esta misma obra, editada por la secretaría del Gruppo universitario fascista, evocaba "la amistad que une a nuestros dos países y que una comunidad de origen no puede dejar de aumentar en el futuro".
A pesar de esto, Louis Lumière fue nombrado presidente de honor del Festival del Mundo Libre, la primera edición del Festival de Cannes, y la Copa Lumière, precursora de la Palma de Oro a la mejor película, se llamó así en oposición a la Copa Mussolini de la Mostra de Venecia. En noviembre de 1940, en unas declaraciones a la agencia de noticias Inter-France, apoyó el proyecto de colaboración del régimen de Vichy: 

Sería un gran error rechazar el régimen de colaboración del que hablaba el Maréchal Pétain en sus admirables mensajes. Auguste Lumière, mi hermano, en páginas en las que exalta el prestigio incomparable, el valor indomable, el ardor juvenil del mariscal Pétain y su sentido de las realidades que deben salvar a la patria, escribió: "Para que llegue la anhelada era de la concordia europea, es evidentemente necesario que las condiciones impuestas por el vencedor no dejen contra él un fermento de hostilidad irreductible. Pero nadie podría alcanzar este objetivo mejor que nuestro admirable Jefe de Estado, ayudado por Pierre Laval que ya nos ha dado tantas pruebas de su clarividencia, su habilidad y su devoción por los verdaderos intereses del país. Comparto esta opinión. Suscribo plenamente esta declaración

Louis fue nombrado miembro del Conseil national creado por el régimen de Vichy en 1941 y Auguste formó parte del Consejo municipal de Lyon establecido por el régimen ese mismo año. y formó parte del comité de honor de la LVF entre 1941 y 1942. Ambos hermanos recibieron la condecoración de la Francisque.
El historiador Pascal Ory indica que el apoyo de los hermanos al gobierno de Vichy no pasó de "la fase de una o dos declaraciones de prensa", explotadas por la propaganda.
En 1995, para celebrar el centenario de la invención del cinematógrafo Lumière, el Banco de Francia quiso imprimir un nuevo billete de 200 francos con el retrato de los hermanos Lumière, pero La Amicale des Réseaux Action de la France Combattante protestó: "Los hermanos Lumière nos inspiran un profundo desprecio. No se les puede homenajear sin insultar a las víctimas de la colaboración". En el pleno del Ayuntamiento de Lyon del 24 de julio de 1995, Bruno Gollnisch, profesor de la Université Lyon-III, en representación del Front national, declaró: "Después de Alexis Carrel [...], se atacan de este modo nuevas figuras que ilustran el genio de Lyon". El proyecto también causó revuelo en la prensa, la impresión fue cancelada por el Banco de Francia y el billete se emitió finalmente con la imagen de Gustave Eiffel. En 2012, sin embargo, cuando los hermanos Lumière fueron elegidos para representar a Rhône-Alpes en la moneda de plata de 10 euros emitida por la Monnaie de Paris dentro de la colección Los euros de las Regiones, no hubo objeciones.

## Filmografía
- La Mer (1895)
- La salida de la fábrica (1895)
- Las calaveras (1895) inicia las películas de cine de horror
- Démolition d'un mur (1896), película en la que se utilizaron los primeros trucajes de la historia del cine
- El regador regado (1895), se puede considerar cine de comedia
- La llegada del tren (1895). En esta película se empleó la técnica del plano fijo con profundidad de campo.
- La llegada de los congresistas (Le débarquement des congresistes). Esta película de 1895, en la que se muestra a congresistas bajando de un barco y proyectada 24 horas después de su filmación, es considerada el inicio del noticiero moderno.
- La luna a un metro (La lune à un métre) (1898). Los hermanos Lumière contribuyeron al desarrollo del montaje y la edición al juntar cuatro películas de su autoría (Sortie de la pompe, Mise en batterie, Attaque du feu y Le sauvetage). Sin embargo, el primer montaje como tal es La coronación del zar Nicolás II, dirigido por Perrigot en 1896.